# جای کراوفورد
جای کراوفورد (انگلیسی: Jai Crawford؛ زادهٔ ۴ اوت ۱۹۸۳) دوچرخه‌سوار اهل استرالیا است.
از باشگاه‌هایی که در آن بازی کرده‌است می‌توان به تیم دوچرخه‌سواری دراپاک اشاره کرد.